# Вебюзабіліті
Веб'юзабіліті (англ. web-usability — дослівно «зручність користування веб») — це застосування принципів юзабіліті в тих галузях, де перегляд вебсторінок можна розглядати як загальну парадигму (або «метафору») для побудови GUI.

## Загальні відомості
Веб'юзабіліті — це підхід, покликаний зробити вебсайти простими у використанні для кінцевого користувача без потреби проводити спеціальне навчання. Користувач повинен мати можливість інтуїтивно пов'язувати дії, які йому необхідно виконати на вебсторінці.
Деякі загальні цілі веб'юзабіліті:
- Подати користувачеві інформацію в зрозумілій і стислій формі
- Надавати користувачам можливість вибрати найбільш очевидний шлях
- Усунути будь-яку двозначність щодо наслідків дій (наприклад, кнопка /видалити/покупка)
- Розмістити важливі елементи у відповідній зоні на вебсторінці або вебдодатку

## Електронна комерція
У контексті вебсайтів електронної комерції сенс веб'юзабіліті звузився до ефективності: запуск продажів і/або виконання інших операцій, цінних для бізнесу. Увагу до веб'юзабіліті було підвищено тоді, коли багато ранніх сайтів електронної комерції потерпіли невдачу 2000 року. На початку 90-х стверджвали, що графічний дизайн повинен бути необхідним складником сайту для успішного ведення електронного бізнесу, але піонери веб'юзабіліті вважали інакше. Вони виступали за принцип KISS, який довів свою ефективність у приверненні уваги до сайту кінцевого користувача.